# Franco Sbarro

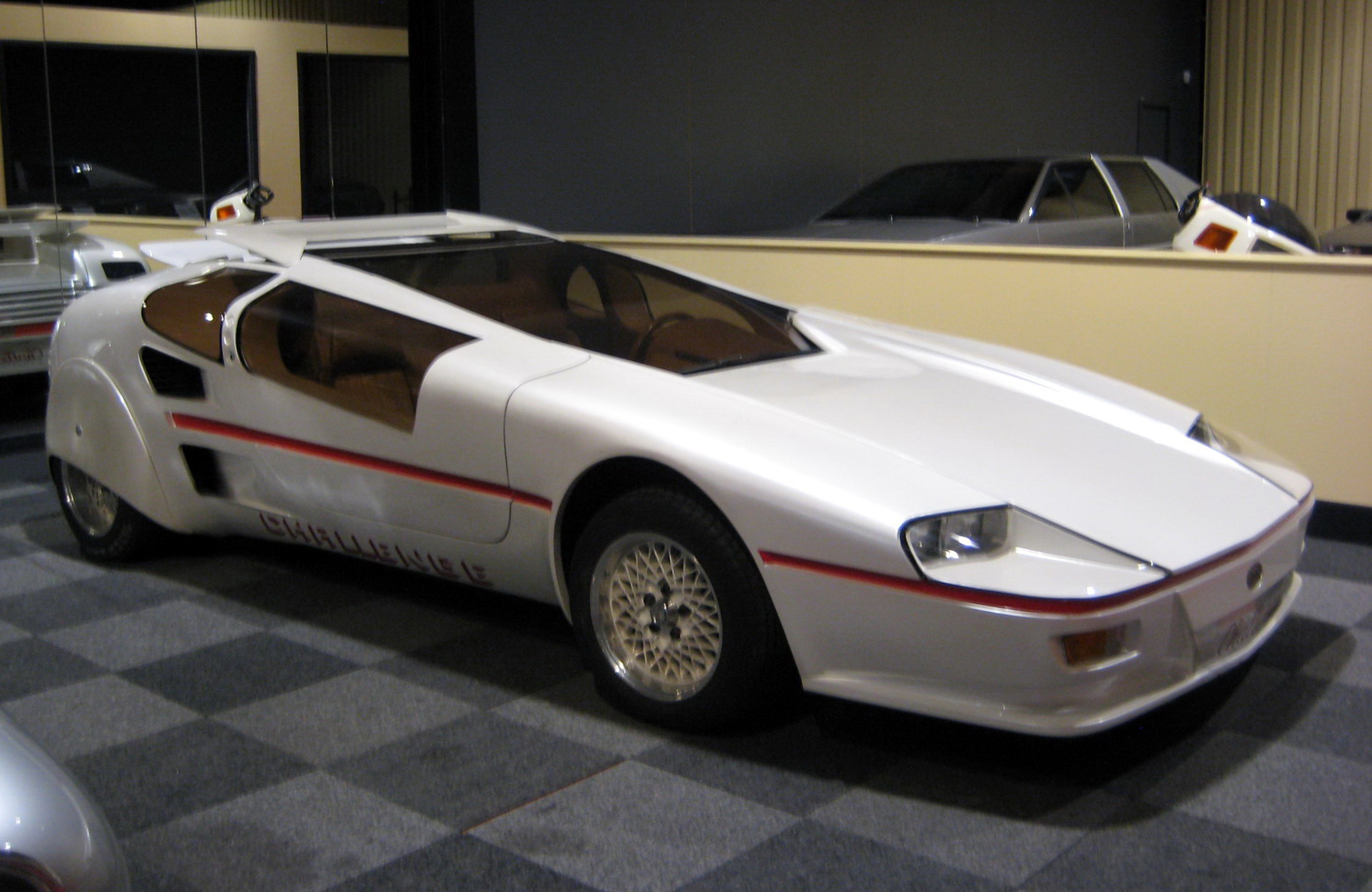
Sbarro Challenge (1985)

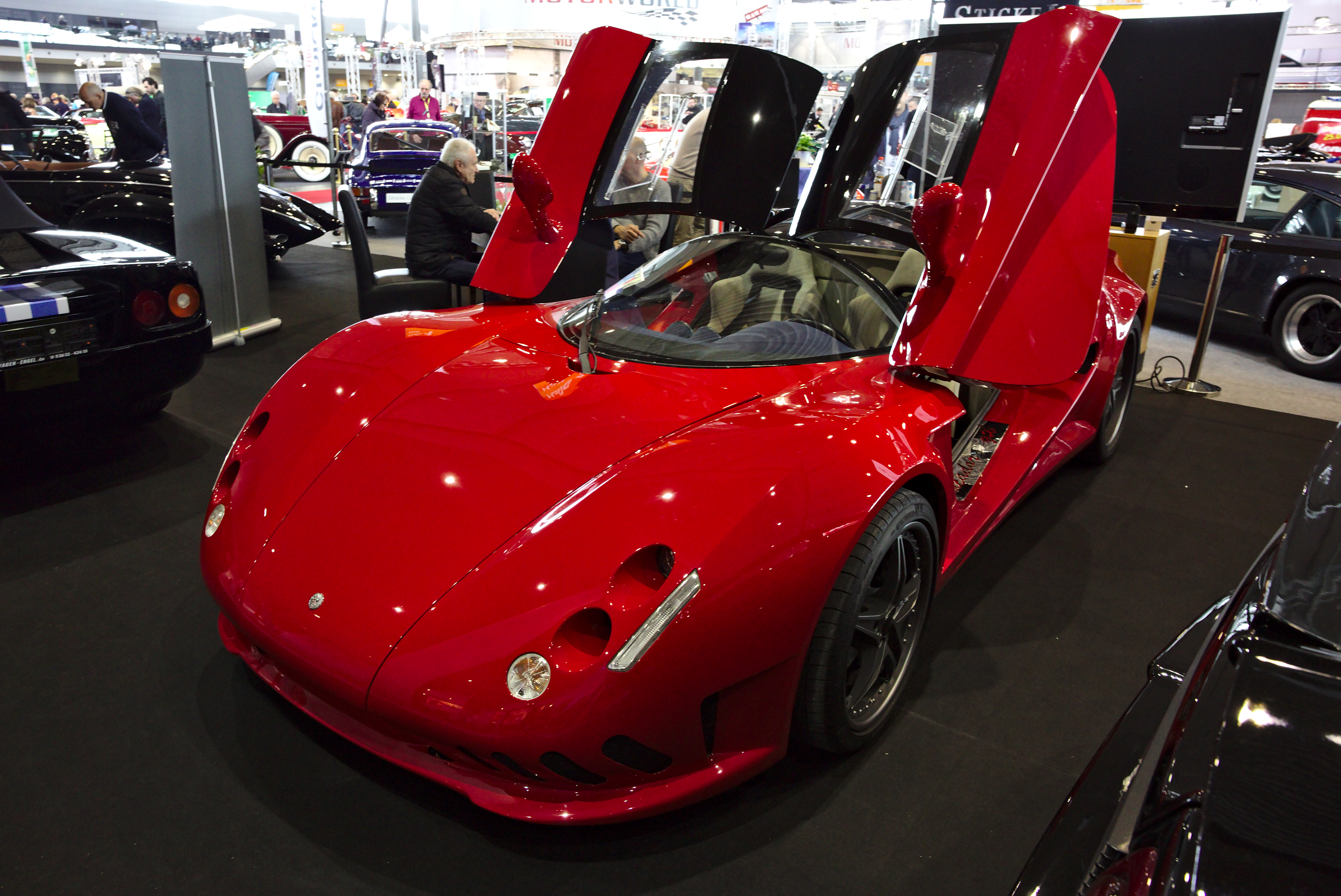
Sbarro Alcador GTB

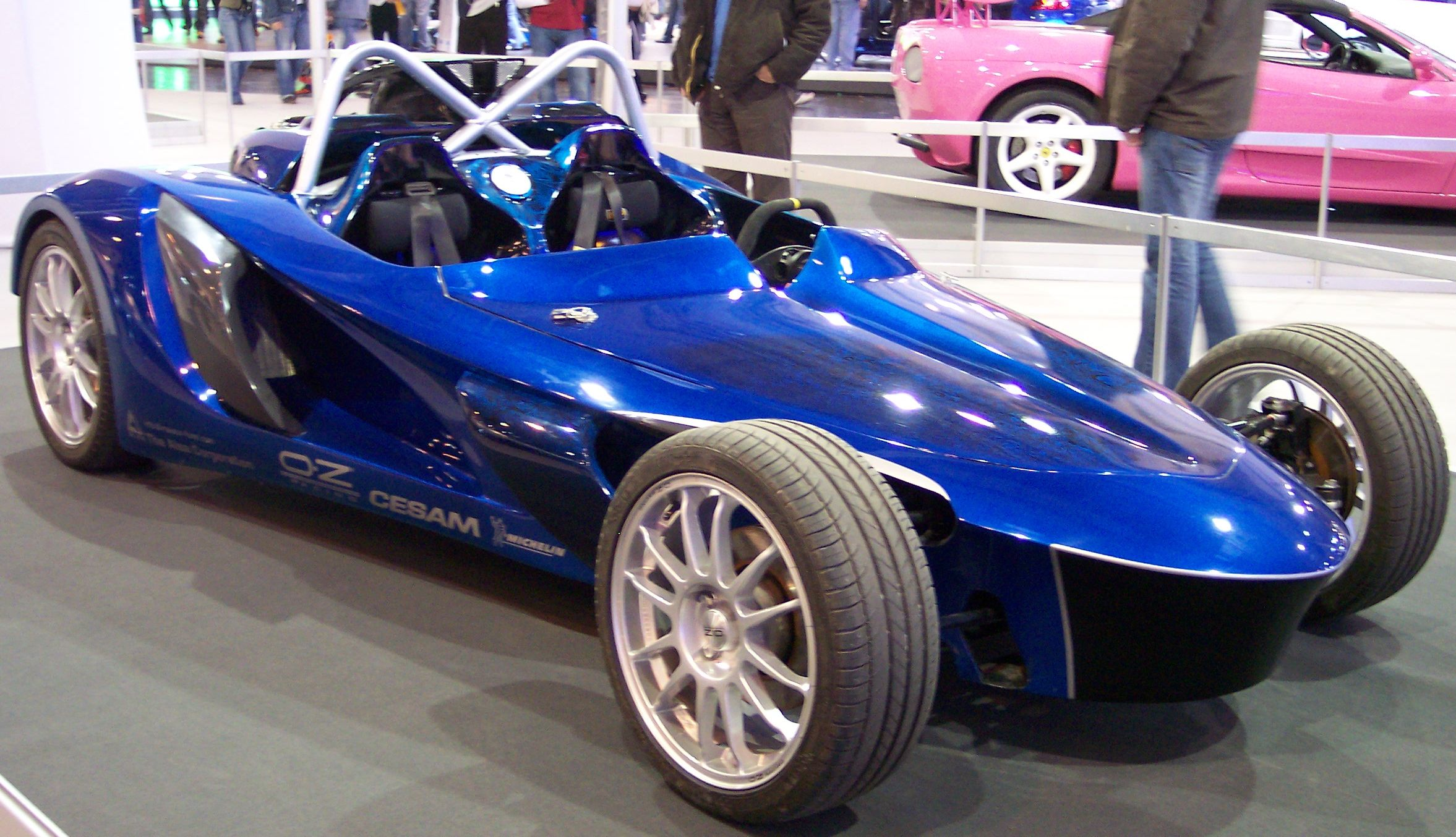
Sbarro Espera ESP 9

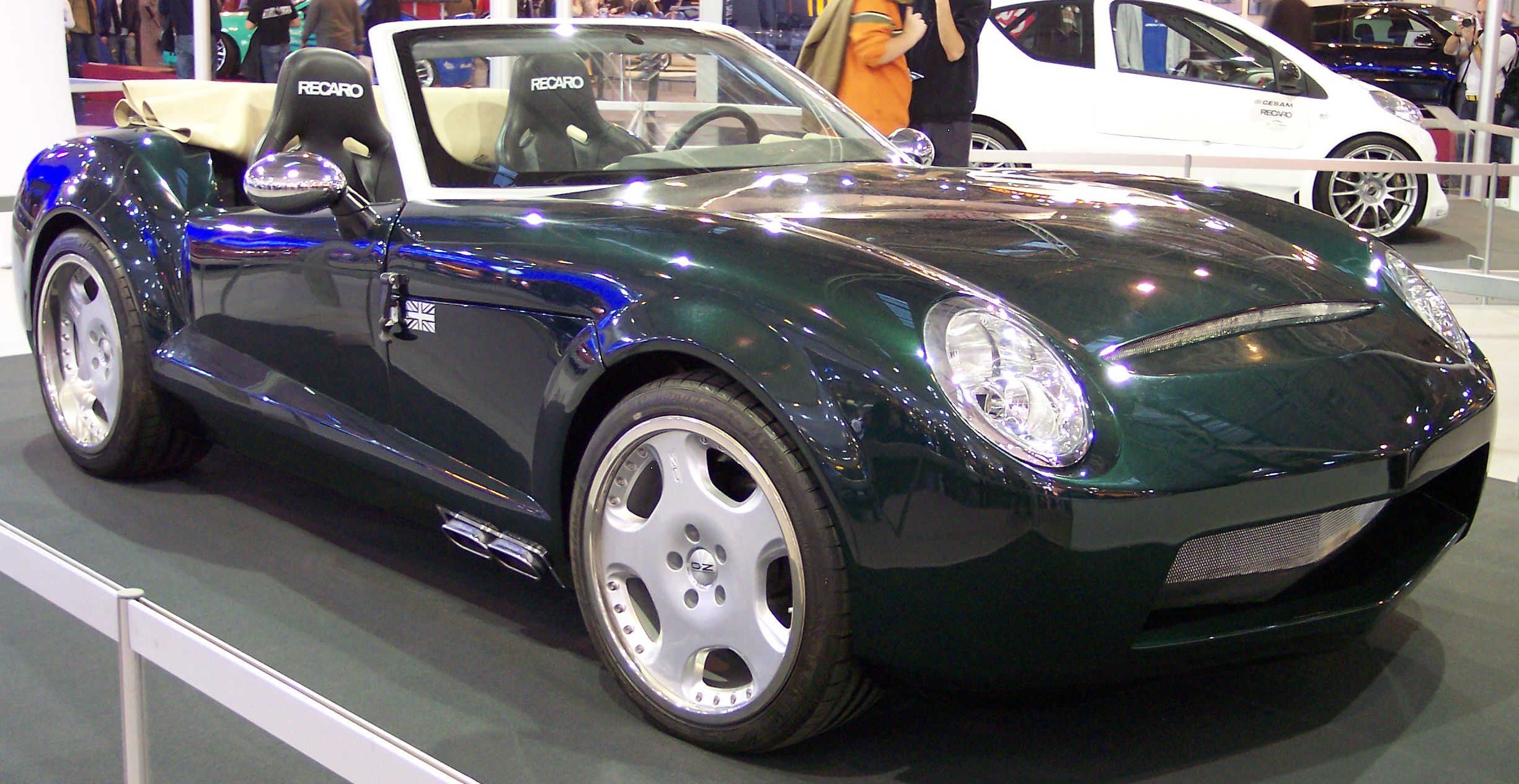
Sbarro Espera Jaguar Cabriolet

Francesco Zefferino Sbarro (* 27. Februar 1939 in Presicce (Provinz Lecce), Italien), besser bekannt als Franco Sbarro, ist ein italienischer Designer und Entwickler vielfältiger Fahrzeuge, die alljährlich beim Genfer Auto-Salon vorgestellt werden.

## Leben
Als Sohn eines Landwirtes faszinierte ihn die Mechanik. Nachdem er begonnen hatte, sich mit Literatur in Lecce zu beschäftigen, trieb ihn seine Leidenschaft für Automobile mit 17 Jahren dazu, im November 1957 in Neuchâtel (Schweiz) eine Anstellung als Auto-Mechaniker zu suchen. Sein Treffen mit Georges Filipinetti, dem Eigner der Scuderia Filipinetti, führte dazu, dass er dessen Chef-Mechaniker wurde. Er war dort mit der Entwicklung und der Wartung von Rennsportwagen betraut und hatte außerdem die Aufsicht über die Restaurierung eines AC Cobra, Ferrari 330P3 und Ford GT40. Zu dieser Zeit baute er auch sein erstes Fahrzeug: einen Filipinetti Coupé.
1968 verließ Sbarro den Rennstall Filipinetti, um in Grandson in der Schweiz am Ufer des Neuenburgersees die A.C.A. Atelier d’Etude de constructions automobiles (Konstruktionsbüro für Automobile) zu gründen. Das erste Projekt, das seinen Namen trug, war der Sbarro ACA Spider, ein zweisitziger Rennwagen für Nachwuchsfahrer auf der Basis eines NSU TTS 1000 mit Spiess-Motor. Mangels Bestellungen blieb es beim Prototyp. Danach hat Sbarro hauptsächlich zwei Arten von Fahrzeugen hergestellt: Nachbauten von klassischen Automobilen, meistens als Auftragsarbeit, und Eigenentwürfe. Zu den Nachbauten gehörten: Ein BMW 328 aus den 1930er Jahren mit moderner Technik, ein Mercedes 540 K Roadster, ebenfalls aus den 1930er Jahren, mit einem modernen V8-Motor, sowie ein Lola T70, ein Ferrari P4, ein Bugatti Royale und viele weitere. Die Bandbreite reichte vom kleinen Sportcoupe bis zum großen allradgetriebenen Fahrzeug.
1992 gründete Sbarro nicht weit von seinen Werkstätten entfernt die Espace Sbarro Schule, eine ungewöhnliche Schule, die für junge Leute aus allen Ländern mit der Leidenschaft für Automobilentwicklung und mit unterschiedlichen Erfahrungen offen ist. Sie lernen dort unter der Anleitung von Franco Sbarro, wie man aus eigener Vorstellungskraft ein Fahrzeug entwickelt, zeichnet und baut.
Nach Aufforderung des Königs von Marokko gründete er in Casablanca eine weitere Schule namens Créa, die zu einer kleinen Produktionsstätte umgebaut wurde.
1995 eröffnete er dann in Pontarlier in Frankreich ein Werksmuseum mit dem Namen ESPERA (Espace Sbarro Pédagogique d’Etudes et de Réalisations Automobiles; deutsch etwa: Pädagogischer Sbarro-Raum für die Planung und den Bau von Automobilen), das allerdings nicht mehr der Öffentlichkeit zugänglich ist.
Ein Jahr später gründete er dann ein spezialisiertes Trainings- und Ausbildungszentrum mit dem gleichen Namen. Das ESPERA-Zentrum zeigt viele Beispiele von Entwürfen Sbarros und seiner Studenten. Im Museum waren mehr als 100 Modelle ausgestellt, vom kleinen Elektrofahrzeug über Rennwagen bis hin zu außergewöhnlichen Konzeptfahrzeugen. Auch Karosserien, Motoren und Werkzeugformen waren in der Ausstellung zu sehen.
Neben dem regulären Einschreiben an der Schule bietet Franco Sbarro auch Wochenkurse in Automobildesign und Besuchstage in seinen Werkstätten an, um ihn bei der Arbeit zu beobachten.